# Laphystia opaca
Laphystia opaca är en tvåvingeart som beskrevs av Daniel William Coquillett 1904. Laphystia opaca ingår i släktet Laphystia och familjen rovflugor. Inga underarter finns listade i Catalogue of Life.